# 진주논개제

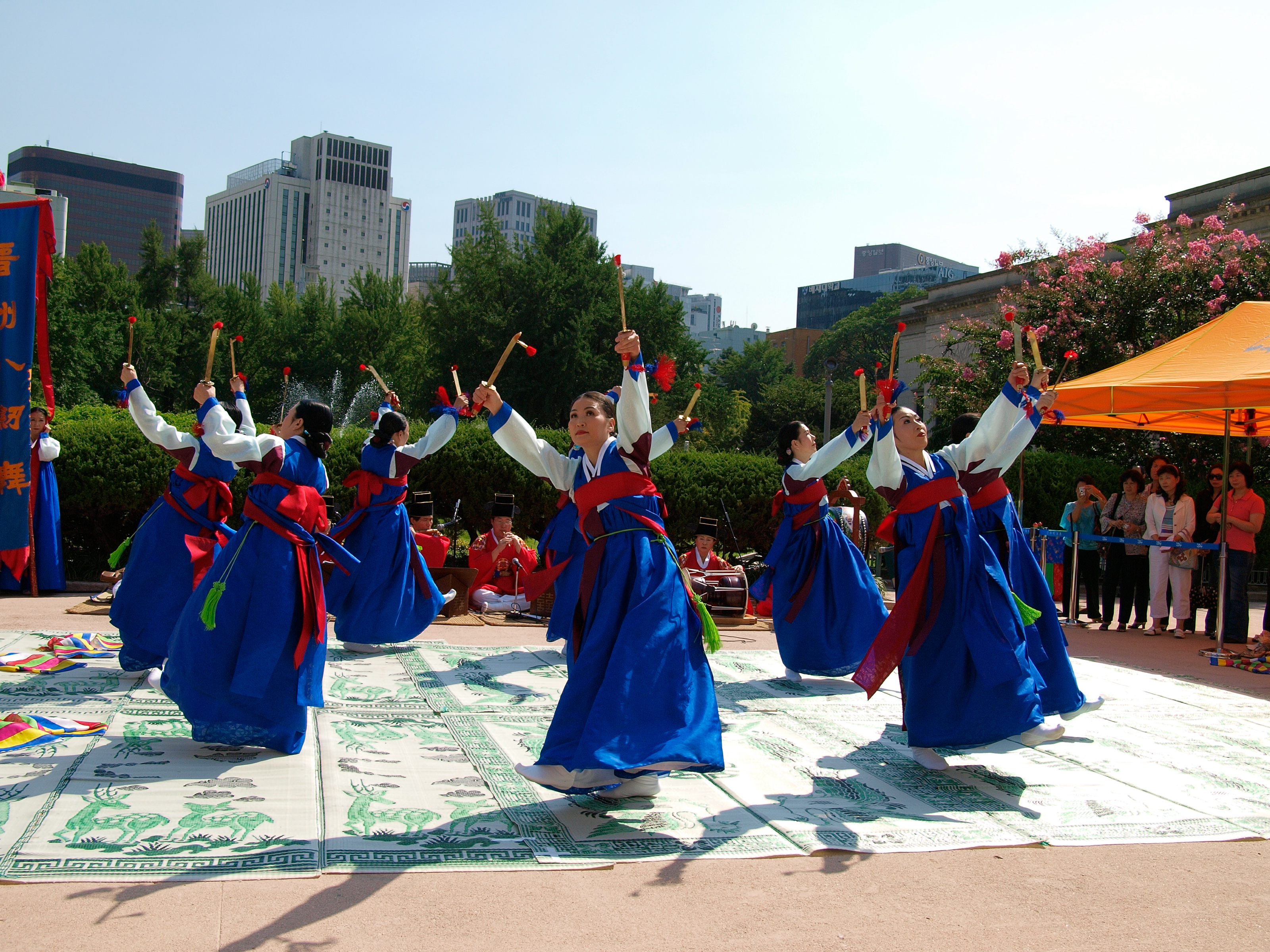
의암별제의 검무

진주논개제(晉州論介祭, The Jinju Nongae Festivel)는 경상남도 진주시에서 매년 5월 개최되는 지역 테마 축제이다. 매년 5월 넷째주 금토일에 진주성에서 개최된다.

## 개요
진주논개제는 1593년 7월 임진왜란 당시 진주성에서 순국한 논개를 비롯한 7만 민관군의 충절과 진주의 훌륭한 전통예술을 계승하기 위해 개최되는 전통예술 축제이다.

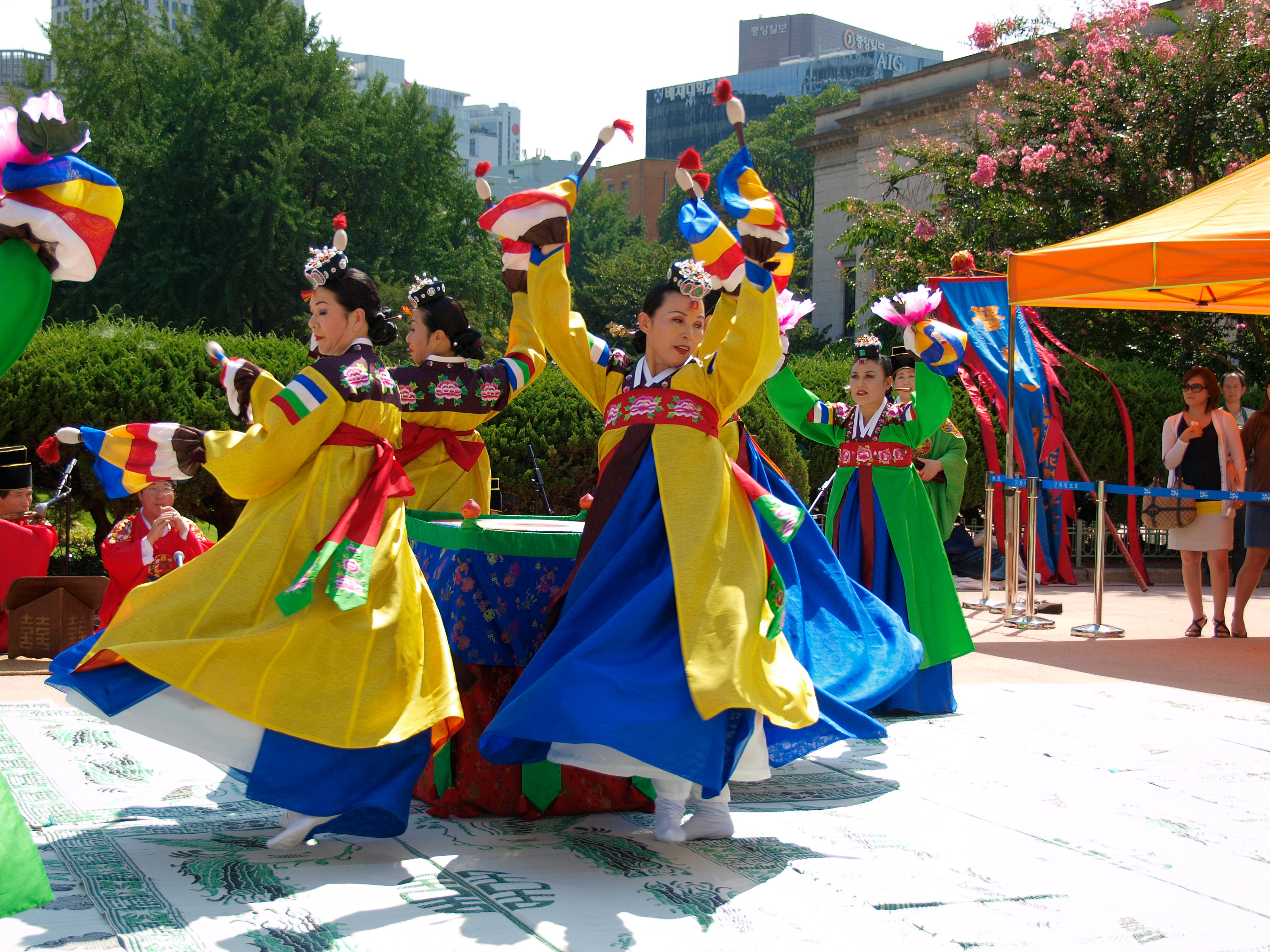
진주 포구락무

1868년 고종 5년 진주목사 정현석(鄭顯奭)의 노력으로 매년 6월 논개를 기리는 《의암별제(義巖別祭)》가 마련되었으나 일제강점기 때 중단되었다가 최근에 《진주논개제》로 부활하였다. 진주논개제는 매년 5월 의암별제 서막으로 시작되며, 그동안 별개의 행사로 진행되어 오던, 《의암별제》와 《진주탈춤한마당》을 주축으로 《진주오광대》공연, 《탈춤》과 《대동놀이》로 신명나는 장을 제공한다.
진주 촉석루 아래의 의암에서는 논개의 투신 순국장면이 재현된다.

## 프로그램

### 의암별제
의암별제는 제향에 악가무가 포함되고 여성들만이 제관이 될 수 있는 독특한 형식의 제례이다. 진주기생들이 남긴 교방문화의 아름다움을 느낄 수 있는 자리로 이어지고, 탈춤과 대동놀이로 하나된 신명을 만들어 축제의 대미를 장식한다.
여흥가무에는 각종 무형문화재가 선보이는데 그 내용은 다음과 같다.
| 행사                | 문화재                  | 지정번호  | 행사주체                   |
| ------------------- | ----------------------- | --------- | -------------------------- |
| 진주한량무          | 경상남도 무형문화재     | 3호       | 진주한량무 보존회          |
| 진주삼천포농악      | 대한민국 국가무형문화재 | 제11-가호 | 진주삼천포농악 보존회      |
| 진주검무            | 대한민국 국가무형문화재 | 제12호    | 진주검무 보존회            |
| 진주포구락무        | 경상남도 무형문화재     | 제12호    | 진주포구락무 보존회        |
| 진주교방굿거리춤    | 경상남도 무형문화재     | 제21호    | 진주교방굿거리춤 보존회    |
| 신관용류 가야금산조 | 경상남도 무형문화재     | 제25호    | 신관용류 가야금산조 보존회 |
| 논개음악회          | -                       | -         | 진주시립전통예술단         |

### 진주오광대

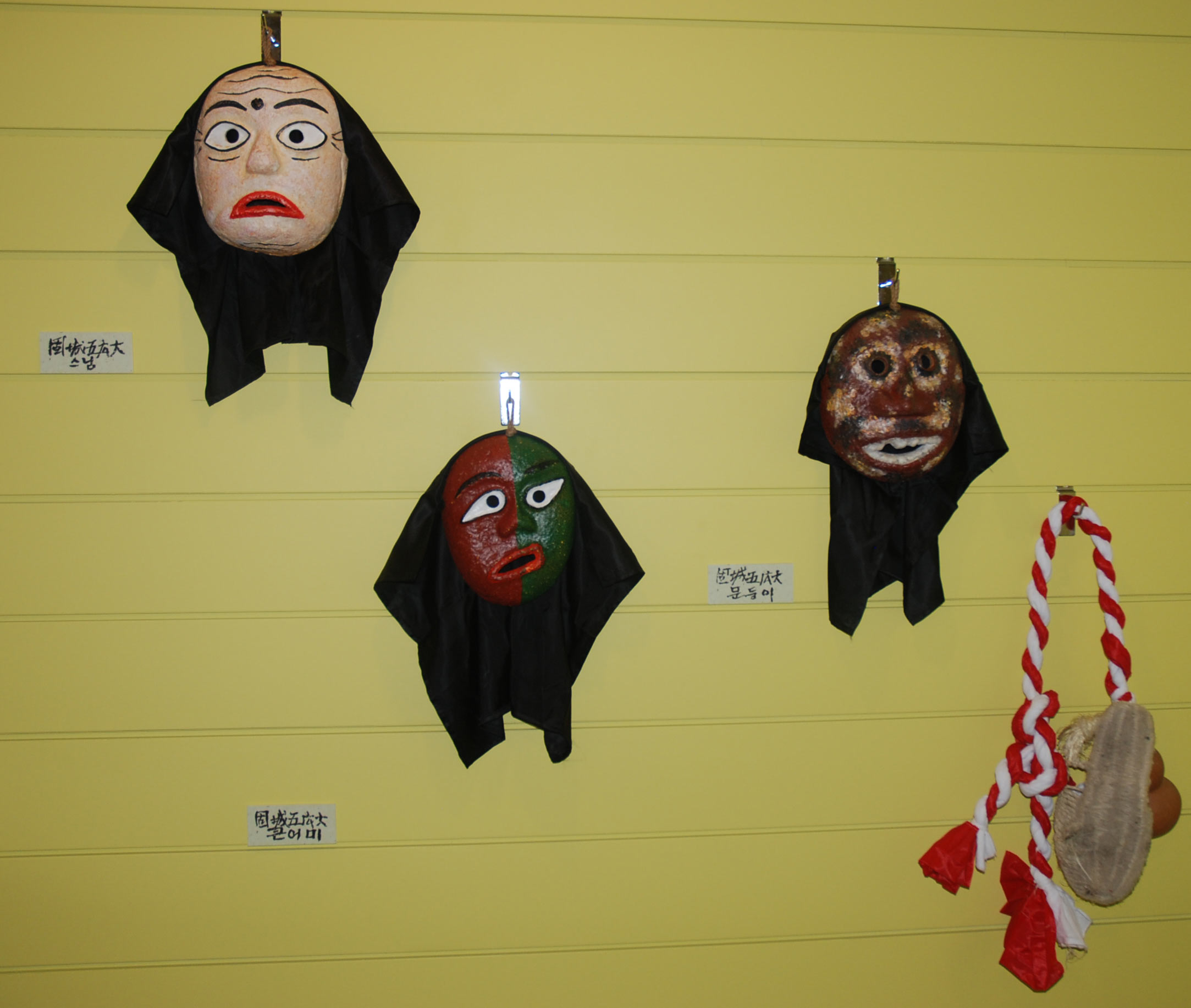
오광대 탈

진주 지역에서 전승되는 굿거리 장단의 민속탈놀이로 2003년 6월 7일 경상남도 무형문화재 제27호로 지정된 민속탈놀이다. 원래 음력 정월대보름 저녁에 보름달을 보며 행해진 민속놀이로, 다른 지역의 오광대보다 가락이 다양하며, 타령, 세마치, 도드리, 염불 등 변화가 많고 덧배기춤을 바탕으로 등장인물의 성격에 따라 다양한 춤을 가미한 탈놀이다.
진주오광대 놀이에는 주로 굿거리 장단을 연주하는데 꽹과리, 북, 장구, 징, 해금, 피리, 젓대 등을 사용한다. 연주에 맞추어 덧배기춤이 주가 되고, 재담과 몸짓, 노래가 곁들여 연희된다. 등장인물의 성격에 따라 진춤, 문둥춤, 중춤 등을 추게 된다.
다섯마당으로 구성되어 있으며, 첫째는 오방신장부(五方神將舞) 마당, 둘째는 문둥이 마당, 셋째는 양반마당, 넷째는 중마당, 다섯째는 할미-영감 마당이다.

## 같이 보기

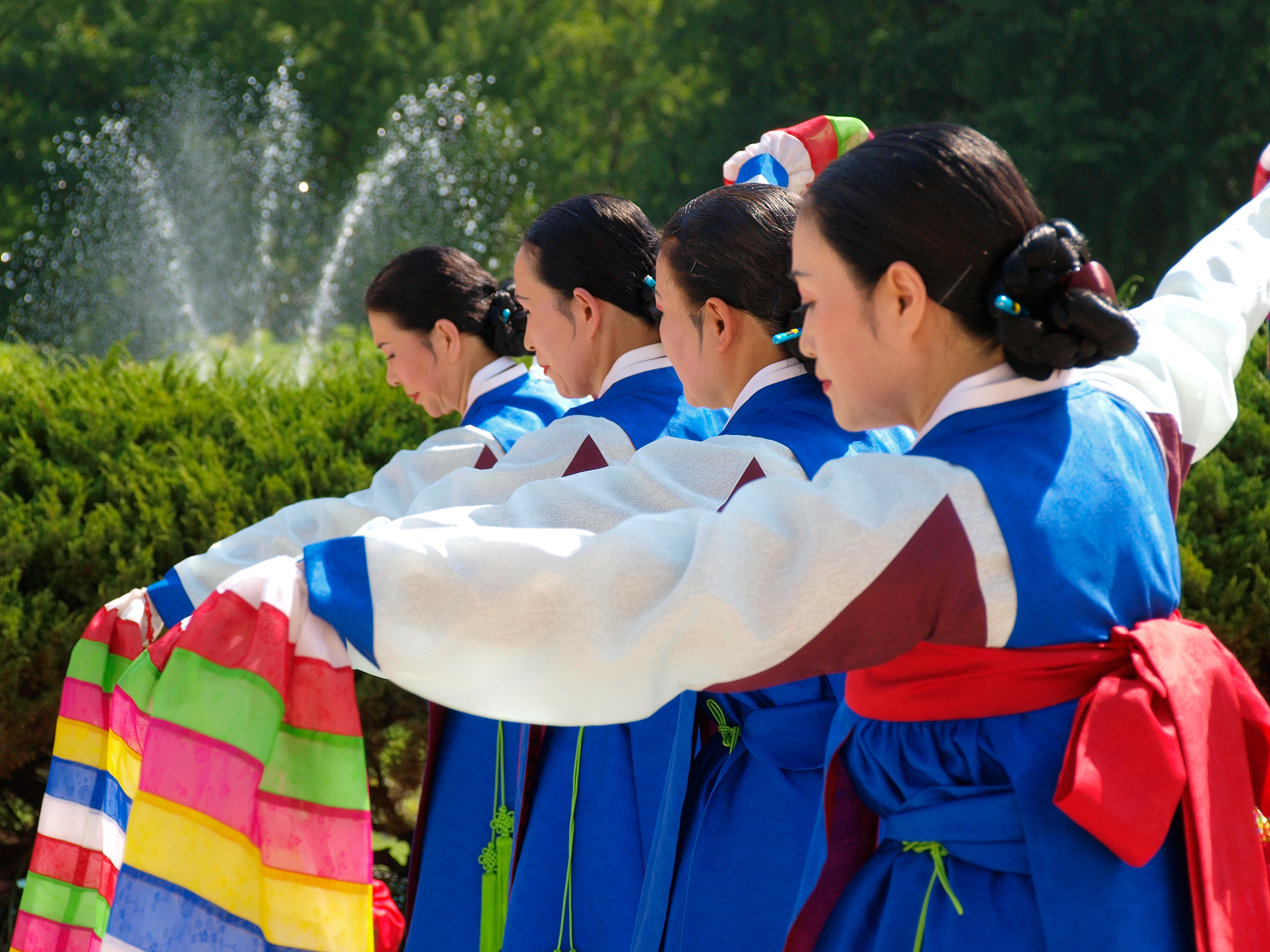
진주검무

- 논개
- 의암
- 진주시
- 남강
- 개천예술제
- 진주오광대